# Jungfrau
Als Jungfrau wird eine Person bezeichnet, die noch keinen Geschlechtsverkehr hatte. Ob die Jungfräulichkeit nur durch Vaginalverkehr oder auch durch andere Formen sexueller Interaktion (z. B. Oralverkehr) verloren geht, ist umstritten.

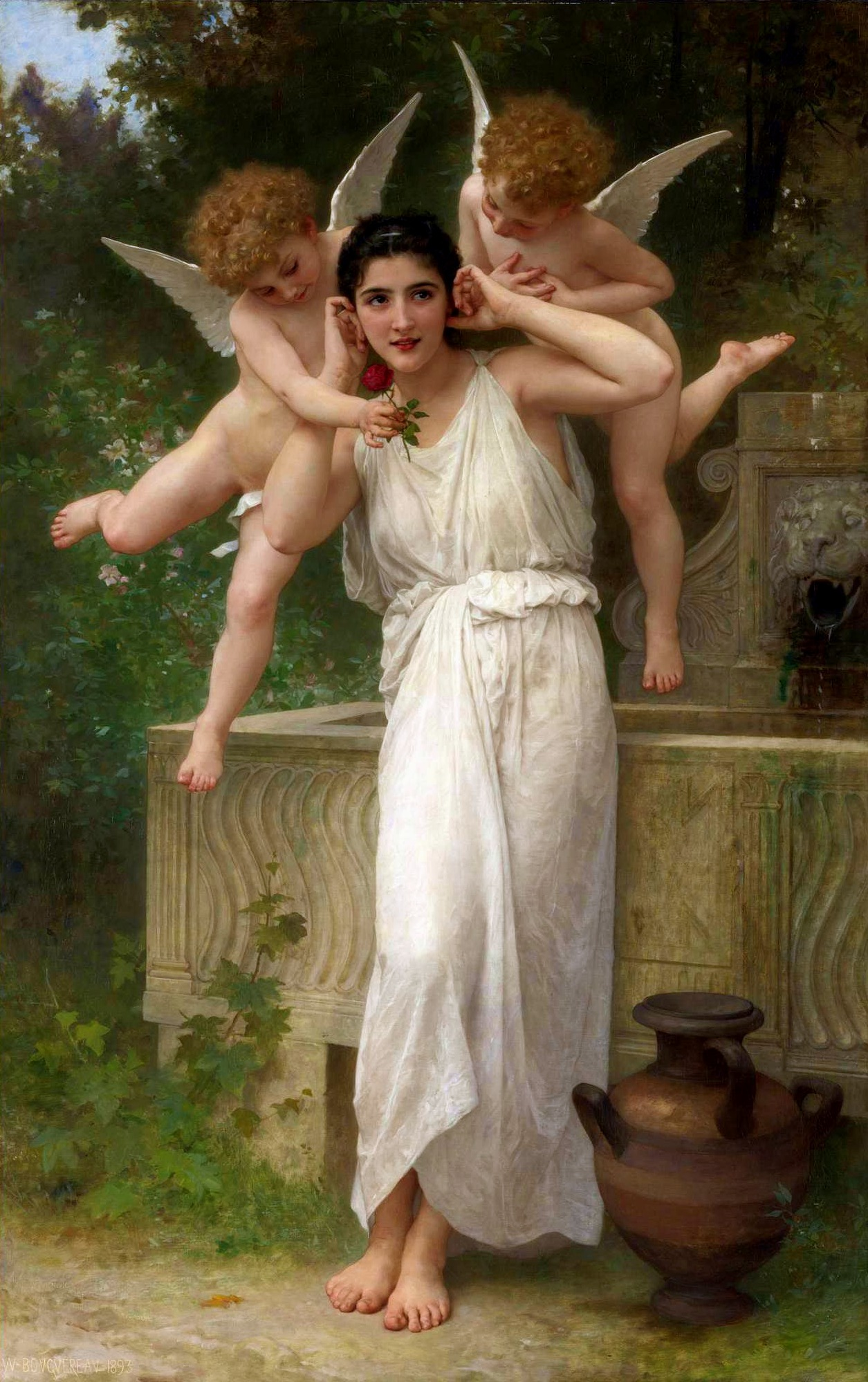
„Youth“ des französischen Malers William-Adolphe Bouguereau. Weiße Farben werden in den westlichen Kulturen traditionell mit ritueller Reinheit, Unschuld und Jungfräulichkeit assoziiert.

Ursprünglich wurde die Bezeichnung ähnlich wie Maid oder Fräulein für eine junge und unverheiratete (daher vermutlich jungfräuliche) Frau verwendet, zunächst von Adel, dann im Bürgertum. Als Bezeichnung für ein junges Mädchen oder eine nichtverheiratete Frau gilt der Begriff jedoch heute als veraltet.
Davon abgeleitet ist „Jungfer“ als Anrede für weibliches Hauspersonal (etwa Kammerjungfer). Männlicher Gegenbegriff zur Jungfrau war der Jüngling oder Junggeselle. Die Bedeutung der „Jungfräulichkeit“ (fach- und bildungssprachlich auch Virginität) in einer Ehe, die mit dem Vollzug der Ehe legitimiert und durch das Beilager zum Teil zeremoniell begleitet wurde, ging seit dem Mittelalter bis zum Teil ins 19. Jahrhundert im europäischen Kulturraum zurück. Bis Ende der 1990er Jahre war die „Jungfräulichkeit“ Gegenstand deutscher Rechtsprechung (siehe unten Kranzgeld). Insbesondere in patriarchalischen Gesellschaften spielt die Wertung der Jungfräulichkeit – neben dem Polygyniegrad und der Mitgiftkonkurrenz – eine Rolle und führt zu einer kulturspezifischen Senkung des Heiratsalters bis hin zur Kinderehe.

## Wortgeschichte und Nachbarbegriffe
Das Wort „Jungfrau“ stammt aus dem mittelhochdeutschen juncfrou(we) bzw. althochdeutschen juncfrouwa und bezeichnete eine junge Herrin oder ein Edelfräulein. Nach Wolfgang Pfeifer wurde das Wort auch durch Übertragung der ehrenvollen Bezeichnung der als Gottesmutter verehrten Jungfrau Maria verwendet und stellt ein Äquivalent für lateinisch virgo und ein Synonym für mittelhochdeutsch maget (Magd) dar. Später wurde daraus allgemein ,junges, sexuell unberührtes Mädchen‘. Als jungfräulich für ,unberührt, rein, frisch‘, mhd. juncvrouwelich wurde auch ein Junggeselle bezeichnet, im 15. Jahrhundert ein ‚unverheirateter junger Handwerksbursche‘, seit dem 16. Jahrhundert allgemein für ,unverheirateter (junger) Mann‘.
Entsprechende Wörter für Männer sind in der deutschen Sprache heute kaum oder wenn eher abwertend oder ironisch für „Unreifheit“ gebräuchlich. Bis ins 19. Jahrhundert wurde mit dem Begriff Jüngling (auch Junker) männliche Keuschheit (aber auch mangelnder Bartwuchs) beschrieben. So entstanden etwa zu dieser Zeit Jünglings- und Jungfrauenvereine, die heute noch über Nachfolgeorganisationen verfügen (vgl. auch Keuschheitsbewegung). Ebenfalls selten geworden ist der Begriff „Hagestolz“, der ältere Junggesellen bezeichnet. Jungfräulichkeit von Männern wird gelegentlich mit dem englischen Wort virgin bezeichnet. Das entsprechende Wort für sexuell unerfahrene Jünglinge oder Männer im japanischsprachigen Raum ist Dōtei.

## Bedeutung in Kultur und Recht

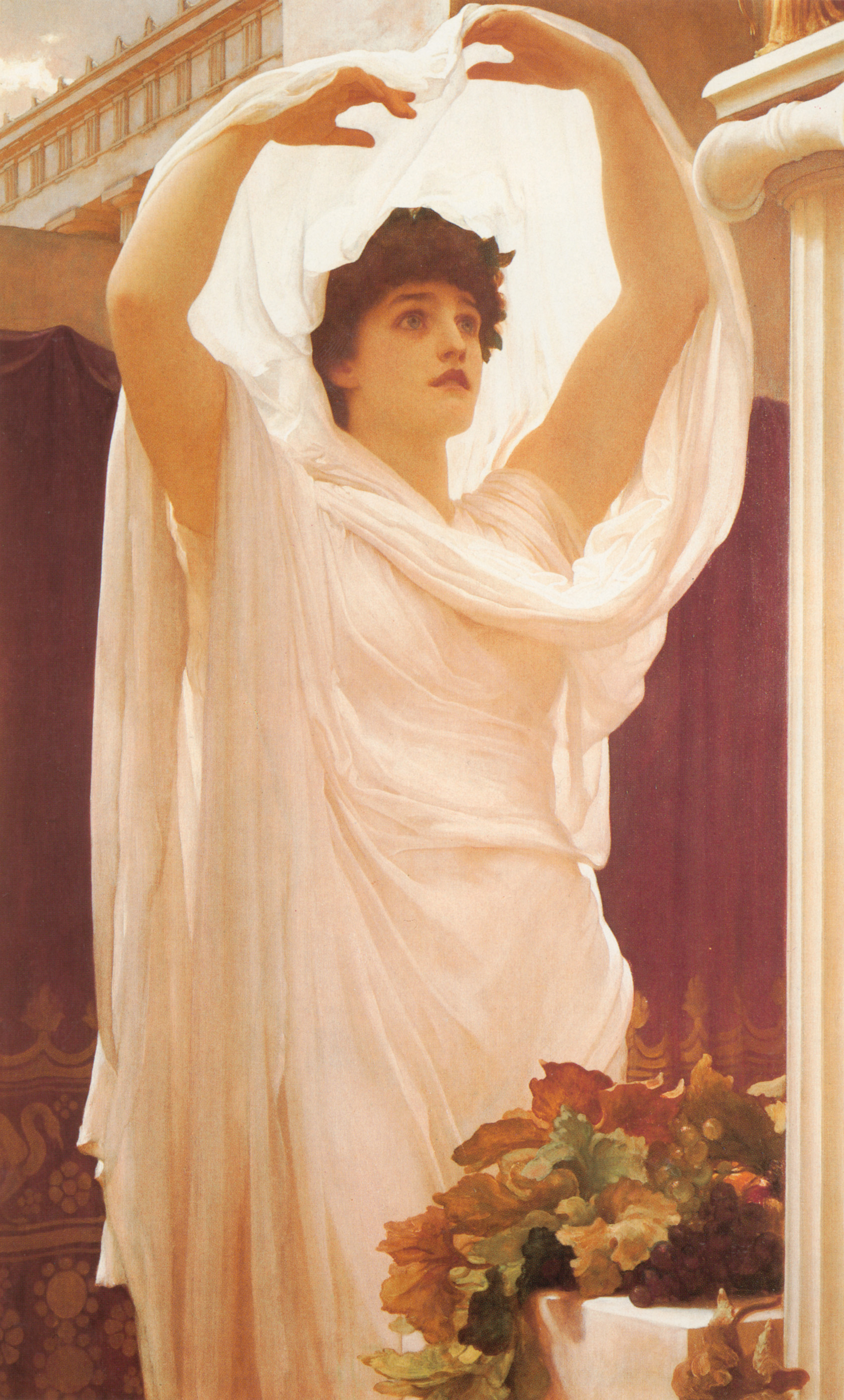
Vestalinnen blieben im antiken Rom während ihrer ganzen Priesterinnenzeit von 30 Jahren Jungfrauen
Gemälde von Frederic Leighton († 1896)

Die Jungfräulichkeit der Braut hatte im Mittelalter einen hohen Stellenwert. Im Allgemeinen wird in der historischen Forschung auf den prägenden Einfluss der Kirche verwiesen. So wurde in der päpstlichen Dekretale Aliter (1140) und damit im kanonischen Recht zur Eheschließung festgelegt:

„Wie eine rechte echte Ehefrau zu sein hat: eine keusche Jungfrau, verlobt in Jungfräulichkeit und nach dem Gesetz ausgestattet.“

Ethnographisch wird jedoch über weitere Faktoren spekuliert, wie etwa dem elterlichen Gütertausch und dem Brautpreis. Virginalität führte so zu einer Wertsteigerung der Braut.
Sigmund Freud schrieb 1908 in seinen Abhandlungen zur Sexualtheorie:

„Wenige Einzelheiten des Sexuallebens primitiver Völker wirken so befremdend wie deren Einschätzung zur Virginität, der weiblichen Unberührtheit. Uns erscheint die Wertschätzung der Virginität von Seiten des werbenden Mannes so feststehend und selbstverständlich, daß wir beinahe in Verlegenheit geraten, wenn wir dieses Urteil begründen sollen. Die Forderung, das Mädchen dürfe in die Ehe mit dem einen Manne nicht die Erinnerung an Sexualverkehr mit einem anderen mitbringen, ist ja nichts als die konsequente Fortführung des ausschließlichen Besitzrechtes auf das Weib, welches das Recht auf Monogamie ausmacht, die Erstreckung dieses Monopols auf die Vergangenheit.“

Die Jungfräulichkeit einer Frau hat in patriarchalischen Gesellschaften eine hohe Bedeutung und galt oft als Bedingung für ihre Verheiratung. In vielen Kulturen ist das noch heute so, zum Beispiel bei der arrangierten Heirat.
War eine ledige Frau bei der Hochzeit keine Jungfrau mehr und dies bekannt, so konnte sie gezwungen werden, statt des Jungfrauenkranzes (aus Myrten) ohne Kranz oder zu ihrer Schande mit einem Kranz aus Stroh zum Altar geführt zu werden. So konnte jeder sehen, dass sie unkeusch gelebt hatte.
Bis ins 20. Jahrhundert hinein war in Europa die Jungfräulichkeit der Frau vor der Ehe auch rechtlich geschützt: Männern, die ihre Verlobte deflorierten, sie dann aber nicht heirateten, drohte in Deutschland nach § 1300 des Bürgerlichen Gesetzbuchs die Zahlung eines sogenannten Kranzgeldes. Einer unbescholtenen Verlobten sollte ein „Schmerzensgeld“ für die infolge des Verlustes ihrer Jungfräulichkeit geminderten Chancen auf dem Heiratsmarkt zugesprochen werden, weil sie wegen des Eheversprechens die Beiwohnung nur im Vertrauen auf die Eingehung der Ehe dem Verlobten gestattet hat. Im selben Maße, wie die gesellschaftliche Isolation (keine Möglichkeit mehr zu heiraten, Nachteile für alleinstehende Frauen und der Ruf der Schande) abnahm, die früher zum sozialen Abstieg der Frau geführt hatte, wurde dieser gesetzliche Schutz graduell reduziert und schließlich nicht mehr angewendet. Die letzten Urteile stammen aus den frühen siebziger Jahren und sprachen jeweils wenige 100 DM Schadensersatz zu. 1998 wurde der § 1300 BGB ersatzlos gestrichen.
Laut einer Studie des Journal of Sex Research ist Jungfräulichkeit in den USA heutzutage gesellschaftlich stigmatisiert, da dort vorehelicher Sex mittlerweile die Norm darstellt. Andererseits wird gerade dort die Jungfräulichkeit stark propagiert (siehe Wahre Liebe Wartet).

## Feststellung der Jungfräulichkeit
Oft wird das Vorhandensein eines unbeschädigten Hymens bzw. dessen Einreißen beim ersten Geschlechtsverkehr als Beweis der Jungfräulichkeit angesehen. Mehr als die Hälfte aller Frauen haben jedoch bei ihrem ersten Geschlechtsverkehr keine Blutungen und das Hymen wird nicht beschädigt. Es ist daher zur Feststellung der Jungfräulichkeit nicht geeignet.
Juristisch wird in Gerichtsverfahren oft das medizinische Feststellen der Intaktheit des Hymens mit Jungfräulichkeit gleichgesetzt und somit angenommen, dass ein Geschlechtsverkehr nicht stattgefunden haben kann. Das Fehlen medizinischer Befunde, die auf eine Penetration hinweisen, ist – entgegen der landläufigen Meinung – jedoch kein sicheres Anzeichen für oder gegen die Jungfräulichkeit, da das Hymen beim ersten Geschlechtsverkehr nicht zwangsläufig verletzt wird oder aber wieder vollständig heilt. Nur in seltenen Fällen kann es auch bereits vorher durch penetrierende Unfallverletzungen beschädigt worden sein, nicht aber durch Tampons, Sport, Spagat oder Ähnliches. Ein angeborenes Fehlen des Hymens gibt es – außer bei komplexen Fehlbildungen des Harn- und Genitalsystems – nicht.
Vermeintliche „Jungfrauentest“ anhand des Hymen sind daher unwissenschaftlich und werden von der Weltgesundheitsorganisation als Menschenrechtsverletzung angesehen.
Um einen vermeintlichen „Beweis der Jungfräulichkeit“ vor einer Hochzeit erbringen zu können, kann die Frau zuvor gegebenenfalls eine Hymenalrekonstruktion vornehmen lassen. Insbesondere in europäischen Ländern mit hohem Anteil von Muslimen wie Frankreich wird eine höhere Rate dieser Operationsmaßnahmen verzeichnet und Frauen z. T. auch mit einem sogenannten „Jungfräulichkeitszertifikat“ für ihre Familien und zukünftigen Gatten entlassen. In den Niederlanden entstand eine eigene Aufklärungsbroschüre Hymen zu dieser Thematik. Auf eine steigende Nachfrage in Deutschland und der Schweiz wies Verina Wild vom Ethik-Zentrum der Universität Zürich im Deutschen Ärzteblatt (Band 106, S. C284) hin. Diejenigen, die die Operation wünschten, seien zu 90 Prozent junge türkische Frauen. Sie plädiert für eine Abwägung sowohl der individuellen Bedürfnisse der Frauen als auch der gesellschaftlich-kulturellen Problematik.

## Bedeutung in den Religionen

### Babylon
In der babylonischen Kultur galt die Göttin Ischtar als eine Jungfrau und eine Prostituierte zugleich. Die Tempelpriesterinnen galten als Jungfrauen, auch wenn sie schon mehrere Kinder hatten. Diese Kinder nannte man die „Jungfrau-Geborenen“. Die Wertung als Tempelprostitution gilt heute aber als weitgehend überholt.

### Griechenland und Rom

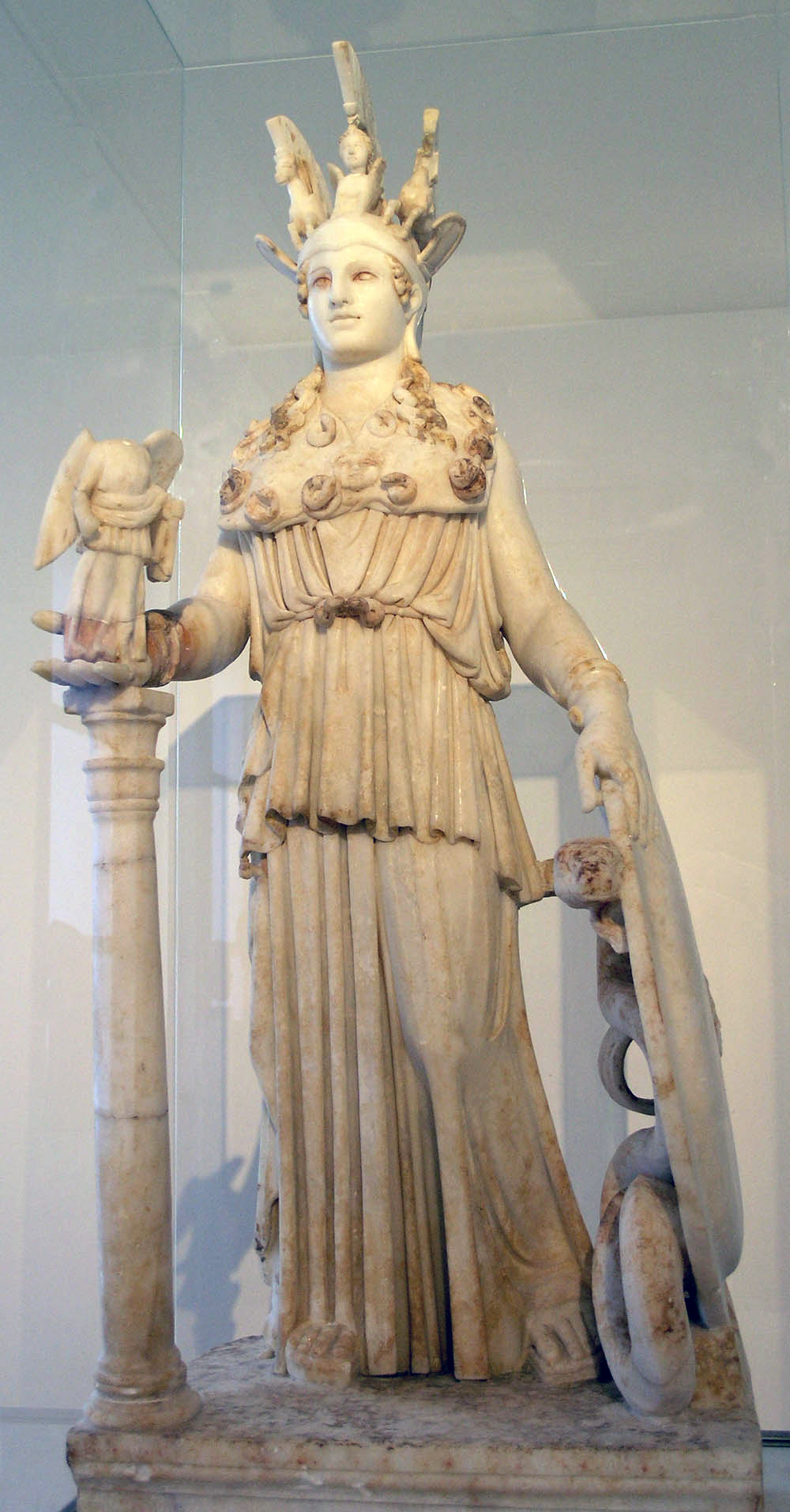
Nachbildung der jungfräulichen Athene im Archäologischen Nationalmuseum Athen

In der griechischen Mythologie sind die Göttinnen Athene, Artemis und Hestia Jungfrauen, Athene sogar dem Namen nach: Athena Parthénos. Der Gott Mithras ist nach der mithraistischen Überlieferung von einer Jungfrau geboren worden.
Die Jungfräulichkeit war in der römischen Antike religiös geschützt und hoch bewertet. Die Pflicht der Vestalinnen, während der Zeit ihres Priestertums jungfräulich zu leben, war allerdings einzigartig; die Priester und Priesterinnen aller anderen einheimischen griechischen und römischen Kulte waren nicht von derartigen Einschränkungen betroffen.

### Hinduismus
Auch der Hinduismus achtet die Jungfräulichkeit als hohen Wert, stellt ihre Verletzung aber nicht unter religiös begründete Strafen, wie es in islamisch geprägten Gesellschaften vorkommen kann.

### Judentum
Im Judentum wird Geschlechtsverkehr generell nicht als schmutzig, anrüchig oder nicht erstrebenswert betrachtet. Das Geschlechtsleben in der Ehe gilt viel mehr als eine Mitzwa, das heißt, als ein positives Gebot.
Das orthodoxe religiöse jüdische Recht enthält Auslegungen, allgemein auch zum Schutz von Jungfrauen, bezüglich des einvernehmlichen und nicht einvernehmlichen vorehelichen Geschlechtsverkehrs. Die Wirkrichtung dieser Rechtskultur argumentiert dahin, dass der Geschlechtsverkehr nicht abgelehnt werden solle, aber dennoch immer Teil eines ganzheitlichen sittlichen Lebens bleibe. Die Tora enthält ebenso Rechtstexte, die Verlobung, Heirat und Scheidung behandeln und dabei teils Bezug auf die Jungfräulichkeit nehmen (Deuteronomium 22).
Obschon es Rechtsbestimmungen für Geschlechtsverkehr außerhalb der Ehe gibt, im Sinne einer Pilegesch, werden diese selten angewendet, weil unter anderem die Betonung des Wertes der Eheschließung gilt und sich auch berühmte Rabbiner wie z. B. Maimonides dagegen aussprachen.
In zahlreichen Strömungen des Judentums, wie dem Reformjudentum, dem konservativen Judentum oder dem Rekonstruktionismus, wird der voreheliche Geschlechtsverkehr zwar nicht gefördert, aber auch nicht ignoriert oder verdammt. Die jeweiligen Rechtsbestimmungen, die Sexualität behandeln, bleiben gültig. In orthodoxeren Strömungen wie bei den Chassidim kann Geschlechtsverkehr vor der Heirat ungewöhnlich sein. Zur religiösen Praxis gehören teilweise durch einen Schadchen (Heiratsvermittler) arrangierte Hochzeiten bzw. Heirat in jungem Erwachsenenalter.

#### Beispiele aus Tora und Bibel
Jungfräulichkeit erscheint erstmals in der Tora, im Buch Genesis, wo berichtet wird, dass Elieser eine Frau für den Sohn seines Herren sucht. Er trifft Rebekka am Brunnen: Nun war die Maid sehr schön anzusehen; eine Jungfrau, die noch kein Mann erkannt hatte. (Gen 24,16 ). Auch wird im Buch Genesis davon berichtet, dass Israels (= Jakobs) einzige Tochter Dina vergewaltigt wird. Jungfräulichkeit ist ein wiederkehrendes Motiv; in der prophetischen Dichtung wird das Volk Israel verschiedentlich als „jungfräuliche Tochter“ symbolisiert.
Eine Stelle im Buch des Propheten Jesaja wird von Judentum und Christentum unterschiedlich übertragen und interpretiert:

„Darum wird euch der Herr von sich aus ein Zeichen geben: Seht, die Jungfrau wird ein Kind empfangen, sie wird einen Sohn gebären und sie wird ihm den Namen Immanuel (Gott mit uns) geben.“

Das im hebräischen Urtext stehende Wort bezeichnet eine Frau, die noch nicht geboren hat. Die Frage, ob die spätestens aus der Mitte des 2. Jahrhunderts v. Chr. stammende griechische Übersetzung von „alma“ in  7,14  mit Παρθένος (Parthénos) schon die Vorstellung einer jungfräulichen Messiasgeburt voraussetzt, bleibe Peter Stuhlmacher zufolge „unbeantwortbar“, da die Septuaginta Παρθένος archaisierend wie im frühen Griechisch als junges Mädchen oder junge Frau verstehen konnte. An der Ankündigung des Propheten Jesaja, „eine junge Frau“ werde einen Sohn empfangen und gebären, wäre indes nichts Ungewöhnliches gewesen.
Das Neue Testament verwendet das Wort Parthénos, und die Evangelien gehen von der Jungfräulichkeit Marias bei der Geburt ihres Sohnes Jesus von Nazareth aus.

„Dies alles ist geschehen, damit sich erfüllte, was der Herr durch den Propheten gesagt hat: Seht, die Jungfrau wird ein Kind empfangen, einen Sohn wird sie gebären, und man wird ihm den Namen Immanuel geben, das heißt übersetzt: Gott ist mit uns.“

### Christentum

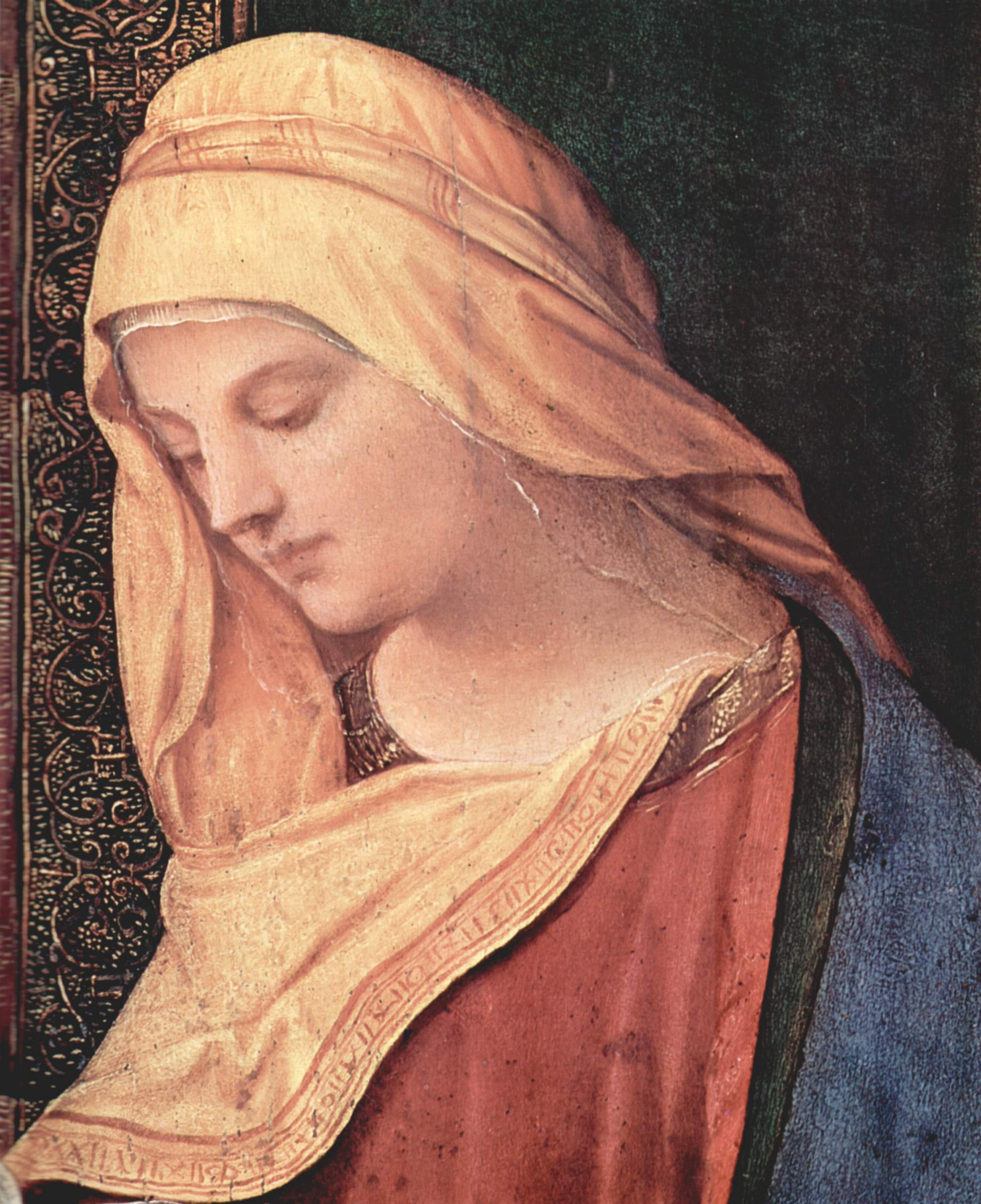
Die Jungfrau Maria, Detail eines Gemäldes von Giorgione

Die Jungfrauengeburt, das heißt die Empfängnis Jesu vom Heiligen Geist und seine Geburt von der Jungfrau Maria, ist seit dem 2. Jahrhundert ein Bekenntnissatz des Christentums in allen drei altkirchlichen Glaubensbekenntnissen. Nach der Bibel hat Maria, die Mutter Jesu Christi, ihr Kind nicht durch das Zutun eines Mannes, sondern vom Heiligen Geist empfangen. Deshalb wird Maria auch die heilige oder die selige Jungfrau genannt. Die katholische und die orthodoxen Kirchen lehren darüber hinaus die immerwährende Jungfräulichkeit Marias vor, bei und nach Jesu Geburt. Die Jungfrauengeburt ist zu unterscheiden von der Lehre der unbefleckten Empfängnis Mariens.
Im Christentum gibt es in Nachahmung der Lebensweise Jesu Christi den Stand der Ehelosigkeit bzw. Jungfräulichkeit „um des Himmelreiches willen“. Die römisch-katholische Kirche und die orthodoxen Kirchen kennen den Ritus der Jungfrauenweihe, die sowohl Frauen, die in der Welt leben, als auch Nonnen gespendet werden kann.
Viele Kirchen lehren, dass Geschlechtsverkehr nur zwischen Ehepartnern sittlich gestattet und keusch zu nennen sei. Die Jungfräulichkeit galt jedoch nie als zwingende Voraussetzung einer Eheschließung. Mehrere Kirchenväter äußern sich lobend über Männer, die bereit sind, eine ehemalige Prostituierte zu heiraten, und somit aus dieser „Unehre“ zu befreien.

### Islam
Die Jungfräulichkeit genießt im Koran hohes Ansehen, der Koran verbietet außerehelichen Geschlechtsverkehr in Sure 17, 32. Der Islam kennt aber auch das Scheiden einer Ehe und Wiederverheiraten (und im Schiitentum sogar Zeitehen, die gar nur für einen Beischlaf gelten) und erkennt an, dass bei einer Wiederverheiratung keine Jungfräulichkeit bestehen muss.
Einem Jüngling wird in islamischen Gesellschaften für die Ehe eine Jungfrau empfohlen, was jedoch nicht zwingend notwendig sein muss, da selbst der Prophet Mohammed als erste Gefährtin eine geschiedene Frau nahm. Von jungen Frauen sowie von jungen Männern wird Enthaltsamkeit vor der Ehe gefordert.